# Языковая демография
Языковая демография — статистическое исследование языков среди всех групп населения. Языковая демография это раздел социологии языка, оценивающий количество носителей какого-либо языка. Оценить количество носителей того или иного языка непросто, по этому различные оценки могут значительно расходиться. Это, прежде всего, связано с вопросом определения «язык» и «диалект».

## Самые распространённые языки
Согласно справочнику Ethnologue, который разрабатывается и выпускается в печатном и электронном виде международной некоммерческой организацией SIL International, список самых распространённых языков мира (по числу говорящих) выглядит следующим образом:
| #  | Язык                       | Родной язык по версии Ethnologue |
| -- | -------------------------- | -------------------------------- |
| 1  | Китайский                  | 1 296 461 000 — 1 311 000 000    |
| 2  | Испанский                  | 460 000 000                      |
| 3  | Английский                 | 379 000 000                      |
| 4  | Хинди                      | 341 000 000                      |
| 5  | Арабский                   | 313 177 600 — 319 000 000        |
| 6  | Бенгальский                | 228 000 000                      |
| 7  | Португальский              | 221 000 000                      |
| 8  | Русский                    | 154 000 000                      |
| 9  | Японский                   | 128 000 000                      |
| 10 | Лахнда (Западный панджаби) | 119 000 000                      |
| 11 | Маратхи                    | 83 100 000                       |
| 12 | Телугу                     | 82 000 000                       |
| 13 | Малайский                  | 80 300 000                       |
| 14 | Турецкий                   | 79 400 000                       |
| 15 | Корейский                  | 77 300 000                       |
| 16 | Французский                | 77 200 000                       |
| 17 | Немецкий                   | 76 100 000                       |
| 18 | Вьетнамский                | 76 000 000                       |
| 19 | Тамильский                 | 75 000 000                       |
| 20 | Урду                       | 68 600 000                       |
| 21 | Яванский                   | 68 300 000                       |
| 22 | Итальянский                | 64 800 000                       |
| 23 | Персидский                 | 61 800 000                       |
| 24 | Гуджарати                  | 56 400 000                       |